# Бельвис де Монкада-и-Писарро, Хуан де ла Крус
Хуан де ла Крус Бельвис де Монкада-и-Писарро (исп. Juan de la Cruz Bellvís de Moncada y Pizarro; 1 декабря 1756, Мадрид — 20 октября 1835, Мадрид) — испанский дворянин и придворный, 3-й маркиз де Бельгида, 6-й маркиз де Орельяна-ла-Вьеха, 9-й маркиз де Вильямайор-де-лас-Иберниас, 4-й маркиз де Сан-Хуан-де-Пьедрас-Альбас, 16-й маркиз де Мондехар, 7-й маркиз де Бенавитес, 8-й маркиза де Адехе, 11-й граф де Вильярдомпардо, 13-й сеньор де Алькончель и 13-й сеньор де Саинос.

## Биография
Родился 1 декабря 1756 года в Мадриде. Старший сын Паскуаля Бенито Бельвиса де Монкады (1727—1781), 8-го маркиза де Вильямайор-де-лас-Иберниас, 2-го маркиза Бельгида, 6-го маркиза Бенавитеса, 10-го графа Вильярдомпардо, 6-го графа Саллента, 6-го графа Вильямонте, 15-го маркиза Мондехара, 9-го маркиза Агрополи, 14-го маркиза Вальермосо-де-Тахунья и 16-го графа Тендилья, и (1727—1794), 3-й маркизы Сан-Хуан-де-Пьедрас-Альбас, 7-й маркизы де Адехе, 12-й графини Ла-Гомера, 12-й сеньоры Алькончель и Саинос, Фермозель и Ампудия, главной горничной королевского дворца.
Его семья по материнской линии имела значительное влияние при дворе. Его дед был сомелье корпуса при королях Испании Филиппе V и Фердинанде VI. Его очень выгодный брак в 1774 году с Марией де ла Энкарнасьон Альварес де Толедо (26 июня 1755 — 13 апреля 1821), дворянкой Ордена Марии Луизы, дочерью Антонио Альварес де Толедо и Осорио (1716—1773), 10-го маркиза Вильяфранка-дель-Бьерсо, 9-го герцога Бивона (титул королевства Сицилия) и 7-го герцога Фернандина, и его второй жены Марии Антонии Гонзага-и-Караччоло, одной из главных семей испанского двора, она только укрепила свои позиции рядом с королевской семьей.
Это, вместе с тем фактом, что его мать была назначена горничной принцессы Астурийской Марии Луизы Пармской в 1785 году и горничной дворца в 1788 году, позволило ему занимать все больше и больше должностей при королевском дворе.
Рыцарь Ордена Карлоса III с 1814 года. Король Карлос IV назначит его своим старшим конюшим в 1798 году, и эту должность он будет занимать до 1801 года. Его близость к принцу Астурийскому, будущему Фернандо VII, сделает его он один из немногих дворян, выбранных для сопровождения его в изгнании во Франции до такой степени, что он назначит его там своим Sommelier de Corps.
По возвращении в 1814 году король Фернандо VII снова назначит его своим старшим конюшим. Сильно реакционный, он вынесет первое облегчение королевских слуг, которое правительство Либерального трехлетия сделает в 1820 году, но — после событий июля 1822 года — король будет вынужден уволить его и заменить его маркизом Асторга.
После окончания Либерального трехлетия он будет восстановлен в своей должности 2 августа 1823 года и будет исполнять ее до самой смерти Фернандо VII, внеся важные изменения в устав Королевских конюшен и являясь главным защитником Ветеринарной школы в ущерб устаревшему Protoalbeiteriato Court.
В 1833 году, после смерти короля, он попросил о своей отставке у королевы-губернатора Марии Кристины де Бурбон-Сицилийской.
Ему наследовал его сын, Антонио Сириако Бельвис де Монкада и Альварес де Толедо, 10-й маркиз де Вильямайор-де-Иберниас (1775—1842).